# Christina Siever
Christina Margrit Siever (* 1982 in Thalwil) ist eine Schweizer Linguistin und Übersetzerin.

## Leben
Christina Siever studierte Germanistik, allgemeine Geschichte und Niederlandistik an der Universität Zürich und an der Freien Universität Berlin und schloss das Höhere Lehramt für die Fächer Deutsch und Geschichte ab. Sie promovierte in der germanistischen Linguistik im Bereich Medienlinguistik zum Thema »Multimodale Kommunikation im Social Web«. Im Projekt »What’s up, Switzerland?« erforschte sie im Subprojekt B (Language Design in WhatsApp: Icono/Graphy) die Kommunikation mit Emojis und im Projekt »Digital Religion(s)« Trauerpraktiken im Internet.
Christina Siever arbeitet als wissenschaftliche Mitarbeiterin, freie Übersetzerin und Lektorin. Sie übersetzt Sachbücher aus dem Niederländischen ins Deutsche und ist bei der Niederländischen Stiftung für Literatur sowie bei Literatuur Vlaanderen für die Bereiche Sachbuch und Belletristik akkreditiert sowie Mitglied im Verband deutschsprachiger Übersetzer literarischer und wissenschaftlicher Werke, VdÜ. In den Jahren 2019 und 2024 erhielt sie ein Arbeitsstipendium vom Deutschen Übersetzerfonds und das ELV (Expertisecentrum Literair Vertalen) förderte ein Mentoring-Programm mit Christiane Kuby. 2023 wurde sie für ihre Übersetzung der Tagebücher von Etty Hillesum mit dem Else-Otten-Preis ausgezeichnet.

## Werke
- Multimodale Kommunikation im Social Web. Frankfurt am Main: Peter Lang, 2015 (Open Access).

## Übersetzungen
- Gerardus van der Leeuw: Liturgik. (= Praktische Theologie im reformierten Kontext, Band 16). Herausgegeben von Luca Baschera und Ralph Kunz. Theologischer Verlag, Zürich 2018.
- Salo Muller: Bis heute Abend … und sei ein braver Bub! Bahoe Books, Wien 2021.
- Etty Hillesum: Ich will die Chronistin dieser Zeit werden. Sämtliche Tagebücher und Briefe. Herausgegeben von Klaas A. D. Smelik und Pierre Bühler, aus dem Niederländischen von Christina Siever (Tagebücher) und Simone Schroth (Briefe). C.H. Beck Verlag, München 2023.
- Marjan Slob (zusammen mit Monika Götze): Der leere Himmel. Lob der Einsamkeit. Hirzel Verlag, Stuttgart 2024.
- Hella Rottenberg und Sandra Rottenberg: Isay Rottenbergs Zigarrenfabrik. Wie ein niederländisch-jüdischer Unternehmer in Sachsen den Nazis die Stirn bot. Dietz Verlag, Bonn 2024.